# Інокентій VIII
Іноке́нтій VIII (лат. Innocentius PP. VIII, Джамбатіста Чібо, італ. Gianbattista Cibo; 1432 — 25 липня 1492) — 213-ий папа римський, понтифікат якого тривав з 29 серпня 1484 по 25 липня 1492.

## Біографія
Джамбатіста Чібо народився в 1432 в Генуї. Сім'я Чібо була в родинних стосунках з впливовим і багатим генуезьським родом Доріа.
Джамбатіста вчився в Падуї та Римі. Плодами його бурхливої молодості були численні позашлюбні нащадки, які у період понтифікату Інокентія VIII заселили ватиканські палаци. Павло II назначив молодого Чібо єпископом Савони, а потім — кардиналом. За протекцією сім'ї дела Ровере його вибирають папою.
Інокентій VIII не змінив стилю правління свого попередника. Прагнучи заручитися підтримкою сім'ї Медічі, він одружує свого сина Франческетто з донькою Лоренцо Медичі — Магдаленою. Папа назначив 14 річного сина Лоренцо Медичі кардиналом.
Зайнятий справами своєї сім'ї, не звертав уваги на політичну ситуацію. Пробував стримувати посягання турецького султана, тримаючи в заручниках його брата. Щоб викупити брата турецький султан Баязид II віддав папі християнську реліквію — Спис Лонгина. Папа подарунок прийняв, але заручника не відпустив.
У 1484 Інокентій VIII видав відому буллу проти відьом : Summis desiderantes affectibus, яка стала підставою для багатьох процесів у Європі. За ініціативою папи проведено будівництво палацу біля Ватикану. Тепер там стоять Ватиканські музеї.